# Colobogaster triloba
Colobogaster triloba es una especie de escarabajo del género Colobogaster, familia Buprestidae. Fue descrita científicamente por Olivier en 1790.